# Người cộng sự
Người cộng sự (tiếng Nhật: The Partner〜愛しき百年の友へ〜 ( Za Pātonā ~ itoshiki hyakunen no tomo e ~)) là một bộ phim điện ảnh truyền hình được thực hiện bởi Trung tâm Phim truyền hình Việt Nam, Đài Truyền hình Việt Nam hợp tác với đài truyền hình TBS, Nhật Bản do NSƯT Phạm Thanh Phong và Moto Jun làm đạo diễn. Phim được phát sóng song song trên cả hai kênh là VTV1 và TBS vào lúc 21h00 ngày 29 tháng 9 năm 2013.

## Nội dung
Đến Việt Nam để tìm cơ hội kinh doanh, doanh nhân Suzuki Tetsuya đã gặp Thành Nam, một giám đốc trẻ của Công ty may Á Châu. Mặc dù chuẩn bị rất kỹ cho cuộc đàm phán, ký kết tại Hà Nội, nhưng Tetsuya vẫn hoàn toàn bị bất ngờ bởi điều kiện mà Giám đốc Công ty Á Châu đưa ra để ký kết được hợp đồng, đó là phải đi tìm kho báu liên quan đến tấm ảnh và tên một người Việt Nam - Phan Bội Châu. Trong hành trình tìm kiếm, Tetsuya đã khám phá ra những câu chuyện có thật trong lịch sử về Phan Bội Châu, người từng sang Nhật Bản hơn 100 năm trước để tìm con đường giải phóng dân tộc. Và trong hành trình tìm kiếm ấy, anh đã khám phá ra câu chuyện vô cùng xúc động về tình bạn giữa chí sĩ cách mạng Việt Nam - Phan Bội Châu và bác sĩ người Nhật Bản Asaba Sakitaro. Vượt qua rào cản về văn hóa, ngôn ngữ, sự chân thành trong tình bạn của họ đã khiến cho doanh nhân Tetsuya vô cùng cảm kích.

## Diễn viên
- Huỳnh Đông trong vai Phan Bội Châu/Nguyễn Thành Nam[5]
- Higashiyama Noriyuki trong vai Asaba Sakitaro/Suzuki Tetsuya[3]
- Bình Minh trong vai Kỳ Ngoại hầu Cường Để[5]
- Takei Emi trong vai Y tá Akane[3]
- Lan Phương trong vai Hồng Liên[5]
- Ashida Mana trong vai Suzuki Sakura[3]
- Fukiishi Kazue trong vai vợ Asaba Sakitaro
- Hồng Đăng trong vai Trần Đông Phong[5]
- Takeda Tetsuya trong vai Inukai Tsuyoshi
- Toake Yukiyo trong vai Ooiwa Machi
- Nakamaru Yuichi trong vai Trợ lý của Tetsuya
- Emoto Akira trong vai Okuma Shigenobu

Cùng một số diễn viên khác....

## Sản xuất
Bộ phim sản xuất vào năm 2013 nhằm đánh dấu 40 năm mối quan hệ ngoại giao giữa Nhật Bản và Việt Nam. Quá trình quay phim được thực hiện luân phiên tại hai quốc gia từ tháng 6 đến tháng 7 năm 2013. Hai diễn viên người Việt là Huỳnh Đông và Lan Phương đã phải học tiếng Nhật cho vai diễn của mình.

## Giải thưởng
| Năm  | Giải thưởng                        | Hạng mục                 | (Người) đề cử                     | Kết quả       | Nguồn       |
| ---- | ---------------------------------- | ------------------------ | --------------------------------- | ------------- | ----------- |
| 2013 | Liên hoan phim Việt Nam lần thứ 18 | Phim video               | —                                 | Bông sen vàng | [ 7 ] [ 8 ] |
| 2013 | Liên hoan phim Việt Nam lần thứ 18 | Diễn viên nam xuất sắc   | Huỳnh Đông                        | Đoạt giải     | [ 7 ] [ 8 ] |
| 2013 | Liên hoan phim Việt Nam lần thứ 18 | Diễn viên nam xuất sắc   | Bình Minh                         | Đề cử         | [ 7 ] [ 8 ] |
| 2013 | Liên hoan phim Việt Nam lần thứ 18 | Diễn viên nữ xuất sắc    | Takei Emi                         | Đoạt giải     | [ 7 ] [ 8 ] |
| 2013 | Liên hoan phim Việt Nam lần thứ 18 | Quay phim xuất sắc       | NSƯT Nguyễn Mai Hiền, Hoshi Ryuta | Đoạt giải     | [ 7 ] [ 8 ] |
| 2013 | Liên hoan phim Việt Nam lần thứ 18 | Thiết kế đồ họa xuất sắc | Trọng Tuân, Miyazaki Morihiro     | Đoạt giải     | [ 7 ] [ 8 ] |